# 火聖旅団 ダナサイト999.9
『火聖旅団 ダナサイト999.9』（かせいりょだん ダナサイトフォーナイン）は、松本零士による日本のSF漫画作品、並びにそれを原作とするOVA。

## 概要
1994-1997年に光文社の隔月刊誌『少年王』に連載され、単行本で2巻までが刊行された。その後、これを原作としてアニメが製作される。このアニメ作品は松本零士の漫画家生活45周年を記念して1998年11月2日東京国際ファンタスティック映画祭に出品され、OVAの発売より先に公開された。

## ストーリー
西暦2024年、地球は黒色彗星の破片からなる隕石群の落下・宇宙線シャワーの影響を立て続けに受け、更には「移動性ブラックホール」が迫る危機的な状況に見舞われていた。そんな中、人類は各地に細々とコミュニティを築きながらも生存を続けていたが、それ等の残存した人々も謎の女・フォトン率いる軍事組織トレーダー・フォースに支配されていく。
生き残った人類の一人、台羽哲郎は日本の東京ネリマ地区で復興に励む一般的な学生であったが、ある日惑星スヴァンから地球再生の使者メロウと遭遇する。メロウによりDNAの記憶を自由に操り能力を発揮させるダナサイターに変貌したことを告げられた哲郎を待ち受けるのは、トレーダー・フォース、そして外宇宙からやってくる大いなる存在との戦いに身を投じていく運命であった。

## 登場人物

### ダナサイター
進化を司る「惑星スヴァン」の地中に含まれる生物の進化に影響を与える物質『ダナサイト（DNA Sight）』が移動性ブラックホールに巻き込まれ黒色彗星を形成、その状態で地球の東京ネリマ地区に運ばれた結果、自らの遺伝子の時間軸を任意に弄ることが出来る生命体となった者達の総称。英語では「DNA Sighter」と表記される。
台羽 哲郎
東京ネリマ地区に住む15歳の学生で実家は酒屋を経営していたが隕石群の落下により家族と死別。更に受験目標の高校や将来の夢であった大学も消滅したことで途方に暮れていたが「島岡曲線研究所」所長の島岡教授と高等学校教員の森木先生に支えられながら暮らしていた。ある日メロウと遭遇し「ダナサイター」として覚醒する。
他のダナサイタ―と比べて肉体的な変化を伴う進化が多く、力が必要な場面では筋骨隆々として動物的な直感を宿す体躯への変化を起こし、知恵が必要な場面では『弥勒菩薩半跏思惟像』のようにアルカイク・スマイルを湛えた穏やかかつ神々しい風体に変貌する。
世界が崩壊した後の為、無免許ながら原付やダナサイター同士で協力して作成した重力カーを乗り回すなど運転技術に特筆すべき才能がある。
アニメ版では進化に伴う身体的な変化は発生しないが、運動性や感覚の向上は確認出来る。
有紀 玲（れい）
哲郎同様にネリマ地区に住まう高校2年生の女生徒。哲郎同様、宇宙からの災害により妹の涙を除いた家族と死別する。初登場時は生き残る為に知恵に特化した進化をしていたため、松本作品に多い知的な美人といった顔つきをしていたが、素顔は少々のっぺりとした顔つきの純朴な少女である。
後述するアニメ版では涙が存在しないため、その要素を取り込んで終始美少女として描かれ、外見的な変化は起こさない一方、遺伝子の時間軸を知識方面に拡大させ、ありあわせのものと2024年時には存在していない理論体系を組み合わせることで電子砲を作成してトレーダー・フォースを撃退するなど、本作同様に「時間の環」を扱う『ミライザーバン』のミライザーに近い進化を行っている。
ミー
松本作品でおなじみのトラジマ柄の猫。知識方面への進化を獲得し人間や金属人間・昆虫人間たちとの意思相通が可能な極めて高度な言語認識能力とメカニックや理論体系の幅広い知識と理解を有している。
有紀 涙（るい）
姉の玲同様、ネリマ地区に住まう女子高校生で森木先生は彼女の担任であった。後述するアニメ版には登場しない。
トレーダー・フォース北半球統括部門の精鋭部隊「黒衣の海兵団（ダークマリーン）」に捕虜にされるが、本人の気質とフォトンの興味もあってトレーダー・フォースの拠点で自由な行動を許されている。
姉の玲からは「知識方面への進化を行わずとも元々美人」と評価されている。

### 主要人物
メロウ
進化を司る「惑星スヴァン」の自由都市メロウプラス出身の精神生命体。地球の暦に換算して西暦2024年1月15日にメロウプラスが移動性ブラックホールが襲われたことで星の欠片と移動性ブラックホールの混合物である黒色彗星がダナサイトごと地球に飛来。その影響により本来の進化の道から外れてしまったダナサイター達を導く、もしくは抹殺する使命を帯びて地球にやってきた。
メロウという名前は世襲名で彼女の両親も地球を愛しその研究に一生を捧げて亡くなったことが彼女の口から語られている。地球上からダナサイターが存在する限り母星に帰る事が許されないことを自由都市の現市長から伝えられた上での地球行きを決定。しかし地球上では精神生命体の彼女の生存には負担が大きく、彼女に似た容姿をしたエネルギッシュな森木先生と一時的な同化をすることで命をつないでいる。
島岡教授
宇宙物理学を専門に扱う「島岡曲線研究所」の所長を務める好好爺。人類の復興を信じて自分の信念に準じ「移動性ブラックホール」に関連する研究を続ける。フォトンの興味の対象になりトレーダー・フォースに拉致されるもフォトンに認められ地球にも移動性ブラックホールがやってくる原因を彼女から伝えられる。
アニメ版では表向きは町医者を務める酒好きの好好爺である一方、トレーダー・フォースへの反抗勢力の中枢として日々活動する偉大な学者。哲郎たちが宇宙に進出する為の宇宙船を提供するなど八面六臂の活躍を行う。
森木先生
哲郎・玲・涙の進学した（もしくは予定）の高校教諭で涙の担任であった。隕石落下に伴い文明と高校が崩壊したため日々酒と趣味の少女漫画を描く生活を行っているものの、工学的な知識と技術は確か。ある日哲郎と共に自宅屋上に落下してきたメロウを発見、命の危機にあったメロウに一時的な宿主として同化されるものの関係は良好。
アニメでは表向きは町医者として島岡教授の助手を務める酒豪の女性で、描写としては『漂流幹線000』の平田静子に近い立ち位置になっている。裏では教授同様に反抗勢力として暗躍する。原作とは異なりメロウに宿主が不要なのもあり地球に残り教授と共に3人と1匹の旅立ちを見送る。
フォトン
その名前は「光子」を意味する。トレーダー・フォースの精鋭部隊「黒衣の海兵団」の団長を務める女性。地球のマントル部に拠点を設営し地上でトレーダー・フォースに反抗する勢力をその圧倒的な技術力と子飼いの金属生命体・昆虫生命体・爬虫類型生命体の連合軍で支配する。
かつては地球の管理者として地球のあらゆる生命体の発展を願うものであったが、限りない進化競争の結果、一部の種族は核を初めとする自分の技術で自滅し、またある種族は宇宙へ進出を果たしたことにより暗黒女王（ダークィン）に目を付けられ絶滅の道をたどったことから、それ等を自身の一生を賭けて償うべき過ちとしてとらえ、地球を守るものとして（ダークィン勢力を呼び込む原因の）人類の発展と宇宙進出を食い止めるべくトレーダー・フォースを用いて妨害する。
アニメ版では大幅に設定が変更され、人類を初めとする地球生命の絶滅の為にダークィンより派遣された偽りの救済者。地球の支配を行う為に障害となるダナサイターとメロウを抹殺すべく八方手を尽くして妨害してくるものの月面に待機していた艦隊はアルカディア号と宇宙戦艦ヤマトに阻止され、ダナサイター達を宇宙に取り逃がす結果に終わる。
トチロー
アルカディア号の設計者にして「ガニマタの怪人」。メロウをして「怪人物」と評されるが温厚な気質もあり人類以外の金属生命体・昆虫生命体とも問題を起こすことなく交流し、ダナサイター達との架け橋となる。アニメ版では登場しない。
ハーロック
アルカディア号を駆り宇宙を自由に公開する大宇宙海賊。原作ではトチローのやり取りに台詞が登場する程度であるが、アニメ版ではトレーダー・フォースの艦隊からダナサイターとなった若者達の救援の為、宇宙戦艦ヤマト共々時間と空間を超えて地球に駆けつける。
ダークィン
この宇宙の対極に存在する「無の宇宙」を統べる存在で暗黒女王とも称される。
作中では表だった描写は無いものの「有の宇宙」への侵略に際し、「進化」を危惧し進化を司る「惑星スヴァン」と地球に「移動性ブラックホール」を差し向ける。

## アニメ
前述の通り、松本零士の漫画家生活45周年記念作として東京国際ファンタスティック映画祭に出品され、OVAの発売より先に公開された。「火聖旅団 ダナサイト999.9」の読み方は(ファイヤーフォース ダナサイトフォーナイン)となっている。

### ストーリー（アニメ）
西暦2024年、地球は謎の女・フォトン率いる軍事組織トレーダー・フォースに支配されており、黒色彗星の破片等宇宙からの影響で壊滅状態にあった。そこへ、惑星スヴァンから地球再生の使者としてメロウがやって来る。生き残っている人類の中で、進化生命体ダナサイダーである哲郎達は、メロウの導きでDNAの記憶を自由に操り能力を発揮させるダナサイターに変貌していくのだった。進化しすぎた自分達の運命を悟った彼等は、地球再生の為に宇宙へと旅立ってゆく。
声の出演　
- 台羽 哲郎 - 緒方恵美
- 有紀 玲 - 桜井智
- ミー - 林原めぐみ
- メロウ - 皆口裕子
- 島岡教授 - 永井一郎
- 森木先生 - 松本梨香
- フォトン - 小山茉美
- 艦長 - 大友龍三郎
- ハーロック - 山寺宏一
- スヴァンからの声 - 麻上洋子
- ナレーション - 池田昌子
- メイキング風景ナレーション - 宮村優子

スタッフ　
- 原作・総設定：松本零士
- 監督・絵コンテ：小島正幸
- 脚本：浦畑達彦
- 演出：政木伸一
- 作画監督：山本正文・田村勝之
- キャラクターデザイン：江口摩吏介
- メカニックデザイン：板橋克己
- 音楽：大野克夫
- 音響監督：本田保則
- 制作：マッドハウス

主題歌　
- 「-RA・SE・N-」-作詞・歌／緒方恵美、作・編曲／松尾早人
- 「メロウのテーマ」-天野正道